# Pogromul de la Sumgait
Pogromul de la Sumgait (în armeană Սումգայիթի ջարդեր, Sumgayit'i ĵarder lit.: „Masacrul de la Sumgait"; în azeră Sumqayıt hadisələri lit.: „Evenimentele de la Sumgait”) a fost un pogrom îndreptat împotriva populației armenești din orașul de litoral Sumgait din Azerbaidjanul Sovietic la sfârșitul lui februarie 1988. Pogromul a avut loc în timpul primelor etape ale mișcării Karabah⁠(d). Pe 27 februarie 1988 etnici azeri au format grupe și au atacat și ucis armeni pe străzi și în apartamente; jafurile răspândite și lipsa generală de preocupare din partea miliției au permis ca această situație să continue trei zile.
Pe 28 februarie, un mic contingent al trupelor Ministerului de Interne al URSS⁠(d) a intrat în oraș, încercând fără succes să înăbușe revolta. Mai multe unități militare profesioniste și vehicule blindate cu personal au intrat în oraș o zi mai târziu. Forțele guvernametale au declarat lege marțială și stare de asediu și au oprit criza. Potrivit datelor oficiale ale deceselor, expuse de Procurorul General al URSS⁠(d) (datele au foste compilate avându-se la bază listele victimelor identificate), 32 de oameni au murit (26 armeni și 6 azeri), deși unii au revizuit aceste cifre, ridicându-le la câteva sute.
Violența civilă din Sumgait a fost fără precedent în întindere și a fost mediatizată pe scară largă în presa occidentală. Veștile au fost primite cu uimire în Armenia și în restul Uniunii Sovietice, dat fiind că învrăjbirile etnice fuseseră reprimate pe scară largă de guvern, care promovase politici precum internaționalismul, fraternitatea popoarelor și patriotismul socialist pentru a evita asemenea conflicte. Masacrul, alături de conflictul din Nagorno-Karabah, a prezentat o provocare majoră pentru implementarea reformelor de către liderul sovietic Mihail Gorbaciov. Gorbaciov a fost mai târziu criticat pe motiv că ar fi reacționat prea încet la criză.
Din cauza scalei atrocităților împotriva armenilor ca grup etnic, în conștiința națională armenească, pogromul a fost imediat pus în legătură cu Genocidul Armean din 1915. Mai multe surse internaționale și sovietice descriu de asemenea evenimentele drept genocid al populației armenești. Pogromul de la Sumgait este comemorat în fiecare an pe 28 februarie în Armenia, Karabahul de Munte și în diaspora armenească.
Pogromul de la Sumgait este considerat pe scară largă a fi răspunsul dat de Azerbaidjan cererilor pașnice ale armenilor din Karabahul de Munte de a se separa de Azerbaidjanul sovietic și a se alătura Armeniei sovietice. Evenimentele de la Sumgait au marcat începutul primei etape a conflictului.